# ده ضربه استالین

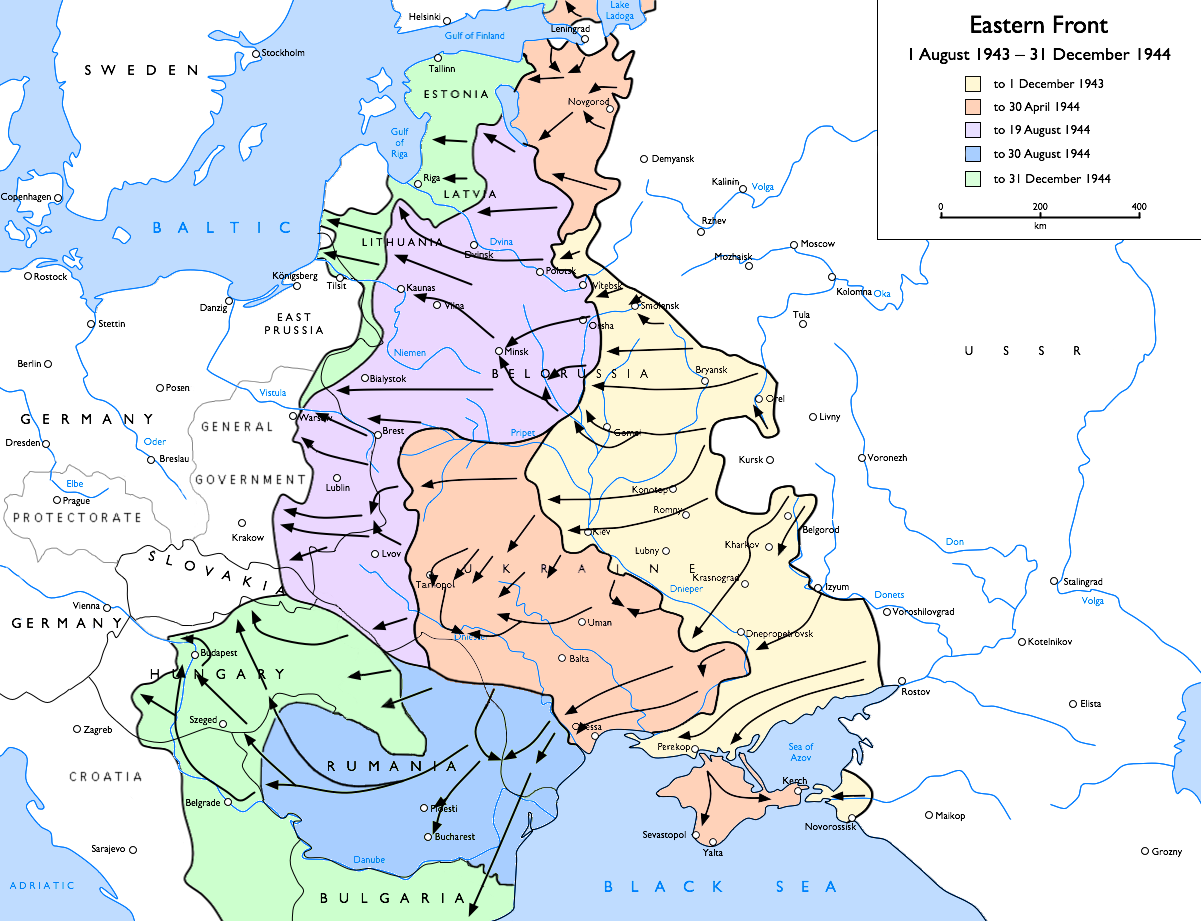
دستاوردهای شوروی، اواسط ۱۹۴۳ تا پایان ۱۹۴۴

ده ضربه استالین (انگلیسی: Stalin's ten blows) ده حمله استراتژیک موفق انجام‌شده توسط ارتش سرخ در سال ۱۹۴۴ در طول جنگ دوم جهانی بودند. حملات شوروی نیروهای محور را از قلمرو شوروی بیرون راند و فروپاشی آلمان نازی را تسریع کرد.

## حمله‌ها
1. حمله لنینگراد-نوگورود
2. حمله دنیپر-کارپاتی
3. حمله به کریمه
4. حمله ویبورگ-پتروزاودسک
5. عملیات باگراتیون
6. حمله لویو-ساندومیژ
7. دومین تهاجم یاش-کیشیناو
8. حمله بالتیک
9. حمله پتسامو-کیرکنس
10. حمله بوداپست/عملیات بلگراد